# Mamograf

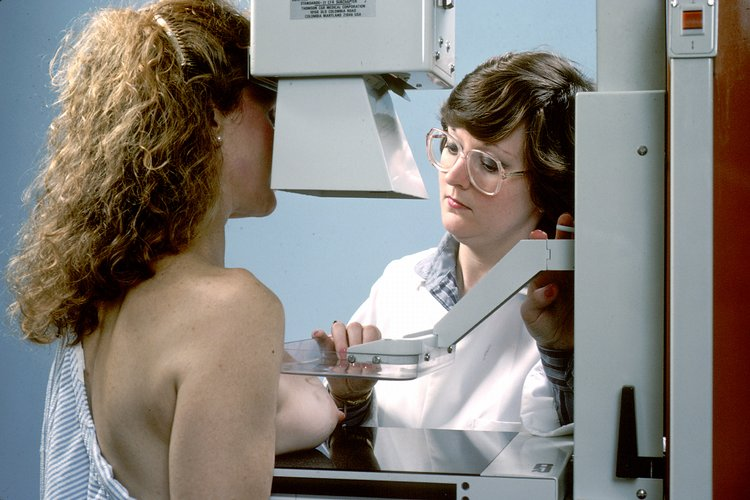
Ukázka mamografického vyšetření

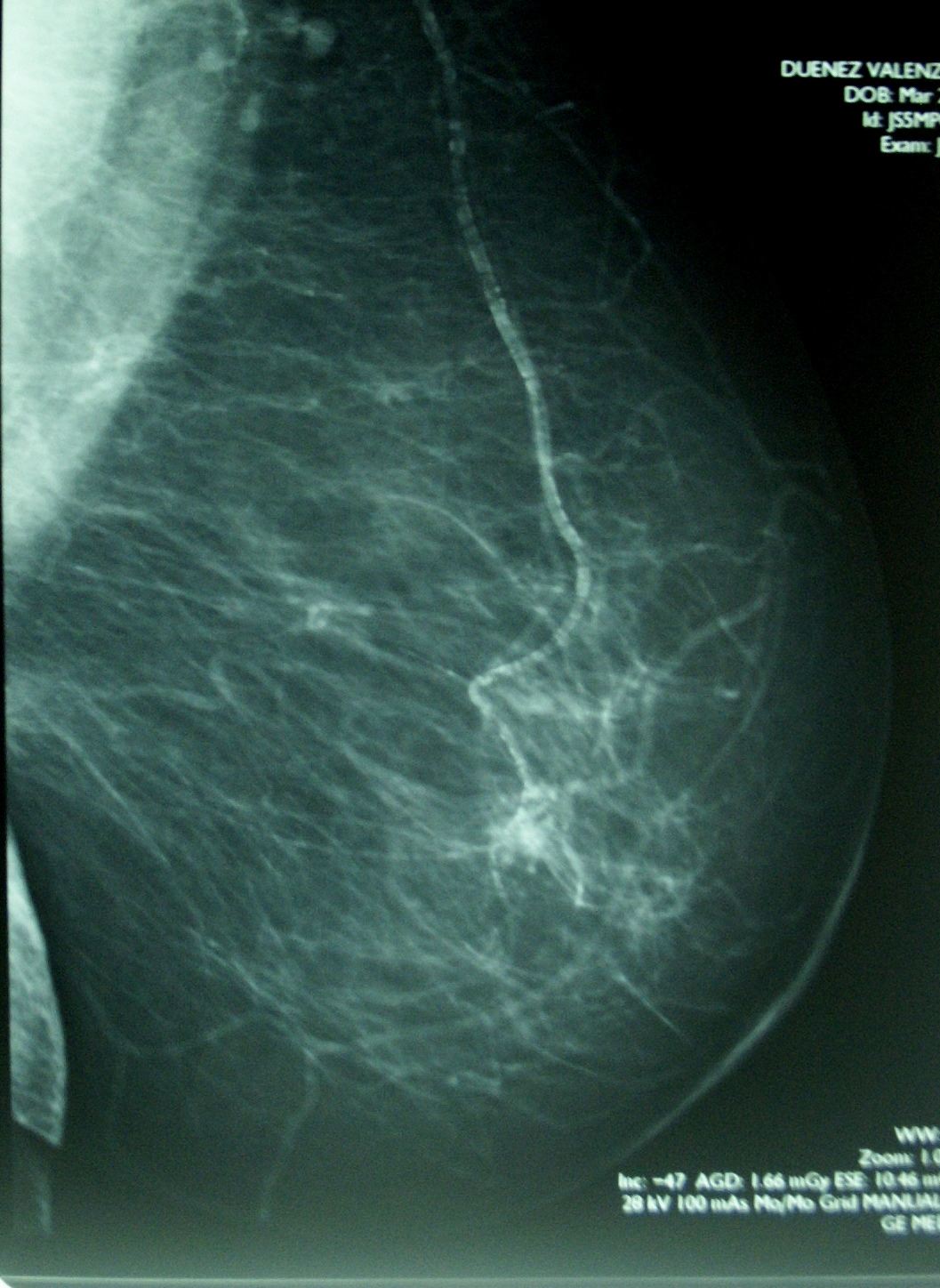
Ukázka mammogramu prsu v ML projekci

Mamograf (někdy používáno i mammograf, z lat. mamma – mléčná žláza savců, řec. graf – popisovat) je lékařské diagnostické zařízení, sloužící k diagnostice a prevenci nádorových onemocnění ženského prsu, tzv. mamografii. Mamograf pracuje na principu denzitometrie, tedy vyhodnocení změn v hustotě tkáně, prozařované relativně měkkým rentgenovým (X) zářením s energií 25–30 keV. Oblasti se zvýšenou hustotou a nehomogenitami jsou specifické pro nádorový proces. Pro zvýšení citlivosti metody se vyšetřovaná tkáň stlačuje na vrstvu cca 7–10 cm pomocí speciálních kompresních desek, které jsou součástí zařízení. Metoda využívá odlišosti činitele zeslabení pro zdravou tkáň prsu (která je z hlediska činitele zeslabení téměř homogenní) a pro kalcifikace, doprovázející léze.

## Rentgenka
Mamografický přístroj používá speciální typ rentgenky s molybdenovým, rhodiovým, popř. wolframovým anodovým terčem. Ohnisko je výrazně kratší (0,3 mm pro běžné snímkování, 0,1 pro zvětšení), výstupní okénko je beryliové a vystupující svazek je navíc filtrován pro snížení celkové dávky. Běžně je používán filtr molybdenový, rhodiový popř. filtr ze stříbra. U některých modelů mamografů je při režimu tomosyntézy řazen filtr hliníkový.

## Konstrukce
Metodika snímkování vyžaduje zploštění vyšetřované tkáně. K tomuto účelu je mamograf vybaven sadou výměnných kompresních desek různých tvarů a velikostí, s jejichž pomocí je vyšetřovaný prs poziciován ve vhodné poloze a stlačen silou 65–150 N. Stlačení by mělo být maximálně intenzivní pro dosazení nejlepšího kontrastu a lepšího rozložení struktur prsu, ale bez bolestivých pocitů. Kompresní mechanismus je vybaven zpětnou vazbou pomocí tenzometrů, maximální hodnota motorické komprese je omezena na úrovni 200 N. Ve spodním kompresním rameni je umístěna kazeta s filmem či detektor a sekundární bucky clona, zlepšující kontrast obrazu.

## Receptory obrazu
Mamografy pracují se speciálními druhy rentgenového filmu, opatřenými zesilovací fólií. Spolu s ní je film uložen ve speciální, snadno výměnné kazetě. Používají se dva formáty filmu – běžný film a film, určený pro objemnější prsy. Další zpracování probíhá stejně, jako u skiagrafie.
Modernější metodou je digitální mamografie. V tomto případě obraz vzniká v elektronickém senzoru, který může být celoplošný (full-field digital mammography), nebo zmenšený (spot digital mammography). První digitální mamografy pracovaly s přenosovou kazetou, která se exponovala podobně, jako kazeta filmová a data z ní se snímala ve speciální jednotce.

## Způsoby snímkování
Při běžném vyšetření se provádí snímkování v kraniokaudální projekci (CC), tedy shora dolů a v šikmé mediolaterální projekci (MLO) pro oba prsy. V případě potřeby přesnějšího vyšetření se provádí snímkování s bodovou kompresí případně další speciální druhy snímků (mediolaterální ML či lateromediální LM, tangenciální, mediálně nebo laterálně rozšířená).

## Podobná zařízení

### Elektroimpedanční mamograf
Tzv. elektroimpedanční mamograf (MEIK) je nerentgenovou alternativou ke klasické mamografii, ale Institut biostatistiky a analýz MU před metodou varuje – „Podle našich zkušeností mamograf MEIK není schopen zjistit zhoubný nádor v počátečním stadiu s vyšší spolehlivostí, není určen pro prevenci rakoviny prsu a mamografii a ultrazvuk v žádném případě nenahradí“. Miroslava Skovajsová z Programu mamografického screeningu a další vědci považují metodu za podvod a věštění. Přístroj je založen na elektroimpedanční tomografii. Je určen k vizualizaci a diagnostice patologických změn probíhajících v tkáni mléčné žlázy a jiných oblastech lidského těla, nacházejících se především blízko k povrchu těla. Je známo, že mnohé nádory, například zhoubné nádory mléčné žlázy, mají elektrickou vodivost, tj. schopnost vést elektrický proud, která se značně liší od elektrické vodivosti zdravé tkáně. Elektroimpedanční počítačový mamograf umožňuje vizualizovat rozdělení elektrické vodivosti biologických tkání v několika příčných řezech sledované části těla pacienta a identifikovat tak nádory na získaných zobrazeních. Základní výhodou elektroimpedančních metod diagnostiky je absolutní neškodnost vyšetření.